# Hayaller ve Hayatlar
Hayaller ve Hayatlar es una serie de televisión turca de 26 episodios, lanzada en el servicio de streaming beIN Connect del 17 de febrero al 12 de mayo de 2022. Está dirigida por Altan Dönmez y Orkun Çatak, escrita por Yelda Eroğlu y Yeşim Çıtak, producida por NG Medya y protagonizada por Özge Gürel, Aybüke Pusat, Melissa Aslı Pamuk, Yeşim Ceren Bozoğlu, Yusuf Çim, Ekin Mert Daymaz y Serkay Tütüncü.

## Sinopsis
La serie cuenta la historia de cuatro mujeres: Dicle, Güneş, Setenay y Melike, que intentan con todas sus fuerzas hacer realidad sus sueños.

## Reparto
- Özge Gürel como Dicle Aydın
- Aybüke Pusat como Güneş
- Melisa Aslı Pamuk como Setenay
- Yeşim Ceren Bozoğlu como Melike
- Yusuf Çim como Sergen
- Ekin Mert Daymaz como Emre
- Serkay Tütüncü como Alaz
- Özge Özacar como Mehveş
- Beyza Şekerci como Meryem
- Tuğçe Karabacak como Selin
- Gökçe Yanardağ como Nursel
- Ayşen Sezerel como Aydan
- Şebnem Zorlu como Fikret
- Kubilay Penbeklioğlu como Bekir
- Ayhan Bozkurt como Cankurt
- Halil İbrahim Kurum como Yiğit
- Sercan Gülbahar como Fırat
- Bilgesu Kural como İdil
- Alican Aytekin como Cihan
- Melis Sevinç como Lale
- Tufan Günaçan como Mete
- Bengisu Soylu como Su
- Begüm Tabak como Aslı
- Tugce Karabacak como Selin

## Temporadas
| Temporada | Temporada | Episodios | Rango de episodios | Emisión original      | Emisión original   |
| Temporada | Temporada | Episodios | Rango de episodios | Inicio                | Final              |
| --------- | --------- | --------- | ------------------ | --------------------- | ------------------ |
|           | 1         | 26        | 1 - 26             | 17 de febrero de 2022 | 12 de mayo de 2022 |

### Primera temporada (2022)
| n° | Título original                         | Publicación Turquía   |
| -- | --------------------------------------- | --------------------- |
| 1  | Kalbimizi Kıracak Yakışıklılar          | 17 de febrero de 2022 |
| 2  | Tehlikeli Sular                         | 17 de febrero de 2022 |
| 3  | Şüphenin Fısıltısı                      | 24 de febrero de 2022 |
| 4  | Ölüm Hayatın Kardeşiymiş                | 24 de febrero de 2022 |
| 5  | Yas Turizmi                             | 3 de marzo de 2022    |
| 6  | Meryem Göçüğü                           | 3 de marzo de 2022    |
| 7  | Ölü Kırık Kalp                          | 10 de marzo de 2022   |
| 8  | Avucumuzdaki Sırlar                     | 10 de marzo de 2022   |
| 9  | Yarım Kalan Veda                        | 17 de marzo de 2022   |
| 10 | Örümceğin Ağı                           | 17 de marzo de 2022   |
| 11 | Gerçeğin Kokusu                         | 24 de marzo de 2022   |
| 12 | Dengesini Bulanlar / Dengesi Bozulanlar | 24 de marzo de 2022   |
| 13 | Sular Yükselirken                       | 31 de marzo de 2022   |
| 14 | Yalan Dediğin Nedir?                    | 31 de marzo de 2022   |
| 15 | Arkadaşlar Affeder!                     | 7 de abril de 2022    |
| 16 | Fotoğrafların Dili Olsa                 | 7 de abril de 2022    |
| 17 | Siz Çete Misiniz?                       | 14 de abril de 2022   |
| 18 | İlişki Acemisi                          | 14 de abril de 2022   |
| 19 | Güvenimizi Sarsanlar                    | 21 de abril de 2022   |
| 20 | İçimizdeki Boşluğu Dolduranlar          | 21 de abril de 2022   |
| 21 | Hepimizin Kusurları Var!                | 28 de abril de 2022   |
| 22 | Aşka Teslim Olanlar                     | 28 de abril de 2022   |
| 23 | Hayat Sigortası                         | 5 de mayo de 2022     |
| 24 | Kuşun Kanadındaki Güzellik              | 5 de mayo de 2022     |
| 25 | Pişmanlık Treni                         | 12 de mayo de 2022    |
| 26 | Canımdan Bir Parça                      | 12 de mayo de 2022    |

## Producción
La serie está dirigida por Altan Dönmez. y Orkun Çatak, escrita por Yelda Eroğlu y Yeşim Çıtak y producida por NG Medya

### Rodaje
El rodaje de la serie tuvo lugar en Estambul y sus alrededores.